# Kailao

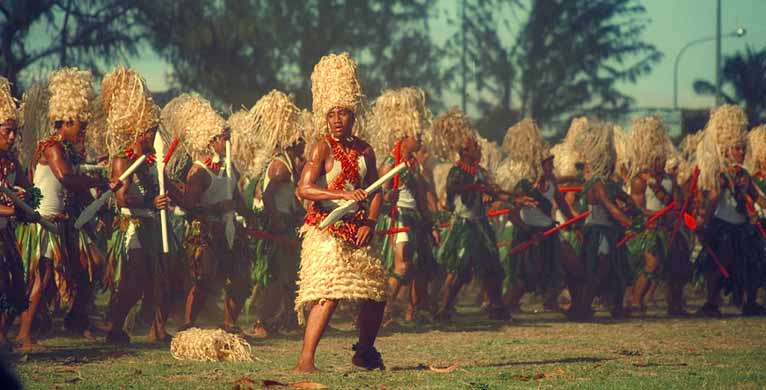
Studenten dansen de kailao in 1988

De kailao een oorlogsdans die afkomstig is van Tonga. De dans wordt uitgevoerd voorafgaand aan wedstrijden van het Tongaans rugbyteam.
Bij ceremoniële gebeurtenissen wordt de dans onder begeleiding van trommels uitgevoerd met stokken of knotsen. Bij de rugbydans worden echter geen wapens gebruikt. Deze variant van de kailao wordt sipi tau genoemd.
De tekst gaat zo:
ʻEi e!, ʻEi ē!
Teu lea pea tala ki mamani katoa
Ko e ʻIkale Tahi kuo halofia.
Ke ʻilo ʻe he sola mo e taka
Ko e ʻaho ni te u tamate tangata,
ʻA e haafe mo e tautuaʻa
Kuo huʻi hoku anga tangata.
He! he! ʻEi ē! Tū.
Te u peluki e molo mo e foueti taka,
Pea ngungu mo ha loto fitaʻa
Te u inu e ʻoseni, pea kana mo e afi
Keu mate ai he ko hoku loto.
Ko Tonga pe mate ki he moto
Ko Tonga pe mate ki he moto.
Engelse vertaling:
Aye, ay! Aye, ay!
I shall speak to the whole world
The Sea Eagles is famished unfurl.
Let the foreigner and sojourner beware
Today, destroyer of souls, I am everywhere
To the halfback and backs
Gone has my humanness.
Hey! hey! Aye ay! Zap.
Maul and loose forwards shall I mow
And crunch any fierce hearts you know
Ocean I drink, fire I dine
To death or victory my will is fine.
That's how Tonga dies to her motto
To her motto Tonga gives all.